# L'angelo ferito (Renato Zero)
L'angelo ferito è un singolo del cantante italiano Renato Zero, pubblicato il 18 settembre 2020 in download digitale ed è il primo ad anticipare l'uscita del terzo volume dell'album Zero Settanta.

## Video musicale
Il videoclip, diretto da Cristian Di Mattia con la supervisione di Roberto Cenci, è stato pubblicato il 21 settembre 2020 sul canale YouTube del cantautore.

## Tracce
Download digitale
1. L'angelo ferito – 4:05